# Сенькевич Микола Миколайович
Мико́ла Микола́йович Сеньке́вич (1992—2023) — український військовослужбовець, майор, учасник російсько-української війни. Лицар ордена Богдана Хмельницького III та II ступеня.

## Життєпис
Народився 6 жовтня 1992 року в місті Шепетівка Хмельницької області.
Після закінчення дев'яти класів середньої школи навчався у Славутському ліцеї-інтернаті. З 2010 по 2015 навчався в Національному університеті «Острозька академія». Певний час проживав у місті Славута. У 2016 році проходив службу за контрактом у 14-й окремій механізованій бригаді. Зазнав важкого поранення 2017 року в Станиці Луганській.
З початком повномасштабного вторгнення долучився до оборони Київщини, поблизу Макарова був важко поранений. Після відновлення повернувся до служби.
Загинув 29 жовтня 2023 року на Харківщині.
2 листопада 2023 року відбулося останнє прощання в місті Славута.

## Родина
Залишилися мама, дружина, 4 дітей та брат.

## Нагороди
- Медаль «За військову службу Україні»[3]
- Орден Богдана Хмельницького III ступеня[4].
- Орден Богдана Хмельницького II ступеня[5].